# Séchilienne
Séchilienne är en kommun i departementet Isère i regionen Auvergne-Rhône-Alpes i sydöstra Frankrike. Kommunen ligger i kantonen Vizille som tillhör arrondissementet Grenoble. År 2022 hade Séchilienne 1 004 invånare.

## Befolkningsutveckling
Antalet invånare i kommunen Séchilienne
Referens:INSEE